# Dunnet Head fyr
Dunnet Head fyr är en fyr på en 91 meter hög klippa på Dunnet Head, den nordligaste  punkten på Storbritanniens och Skottlands fastland. Fyren markerar det västra inloppet till Pentlandsundet mellan Orkneyöarna och fastlandet.
Fyren, som ritades av ingenjör Robert Stevenson, byggdes av byggmästare James Smith från Inverness och tändes första gången 1831. Den linsapparat som Stevenson hade konstruerat byttes ut mot ett dioptriskt system år 1852.
År 1899 utrustades fyrplatsen med en mistlur. Den måste dock överges på grund av ett jordskred och en ny mistlur byggdes på säker mark närmare fyren. Mistluren byttes ut mot en ny år 1952 och togs ur drift år 1987.
Drottningmodern besökte fyren vid flera tillfällen, senast den 8 oktober 1979, då hon visades runt av fyrmästaren och drack te med hans familj.

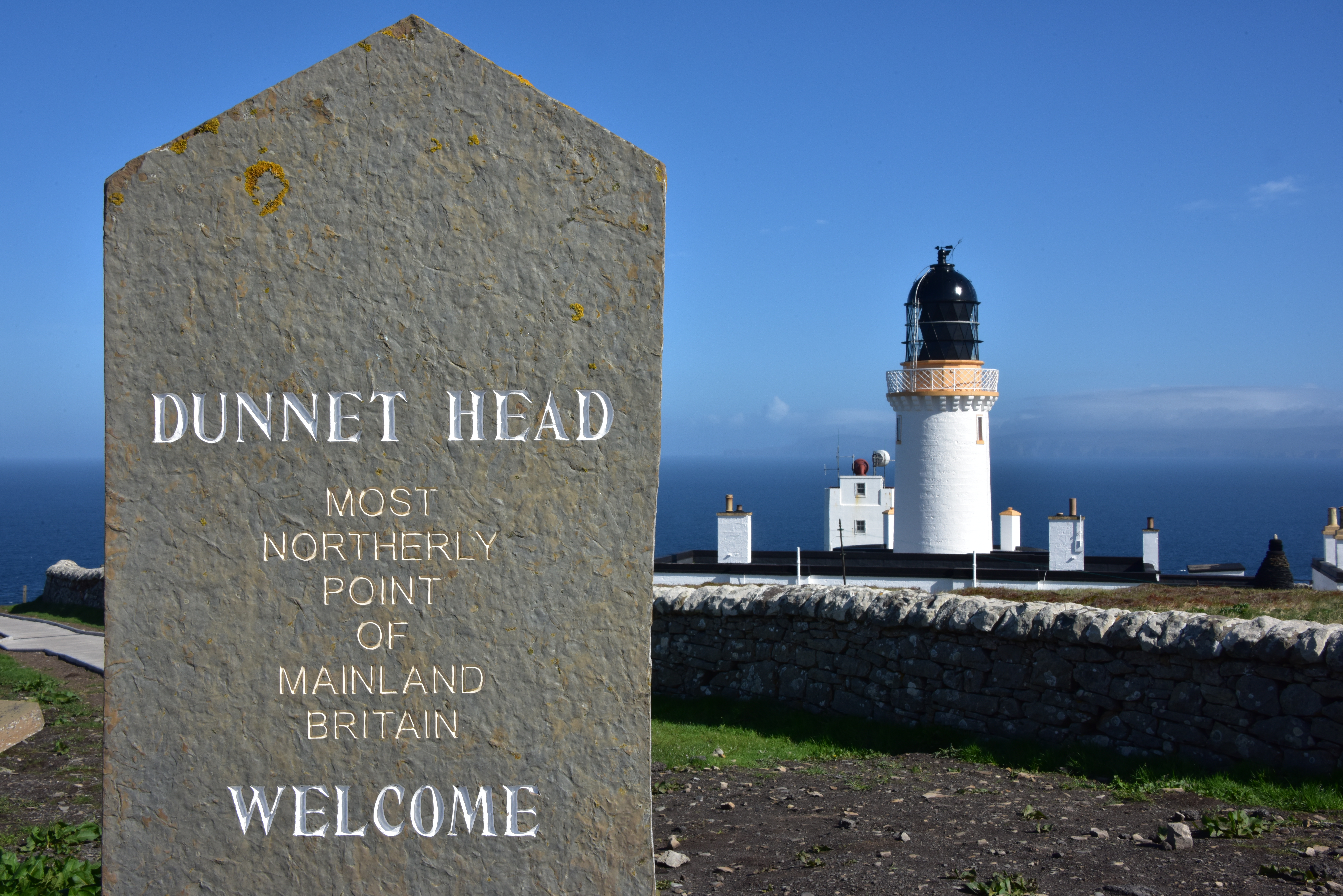
Skylt som markerar Storbritanniens nordligaste punkt med fyren i bakgrunden.

Fyren automatiserades och avbemannades den 31 mars 1989 och  styrs från Northern Lighthouse Boards huvudkontor i Edinburgh.
Fyrplatsen är inte öppen för allmänheten, men fyren syns från vägen.